# Рубін (конструкторське бюро)

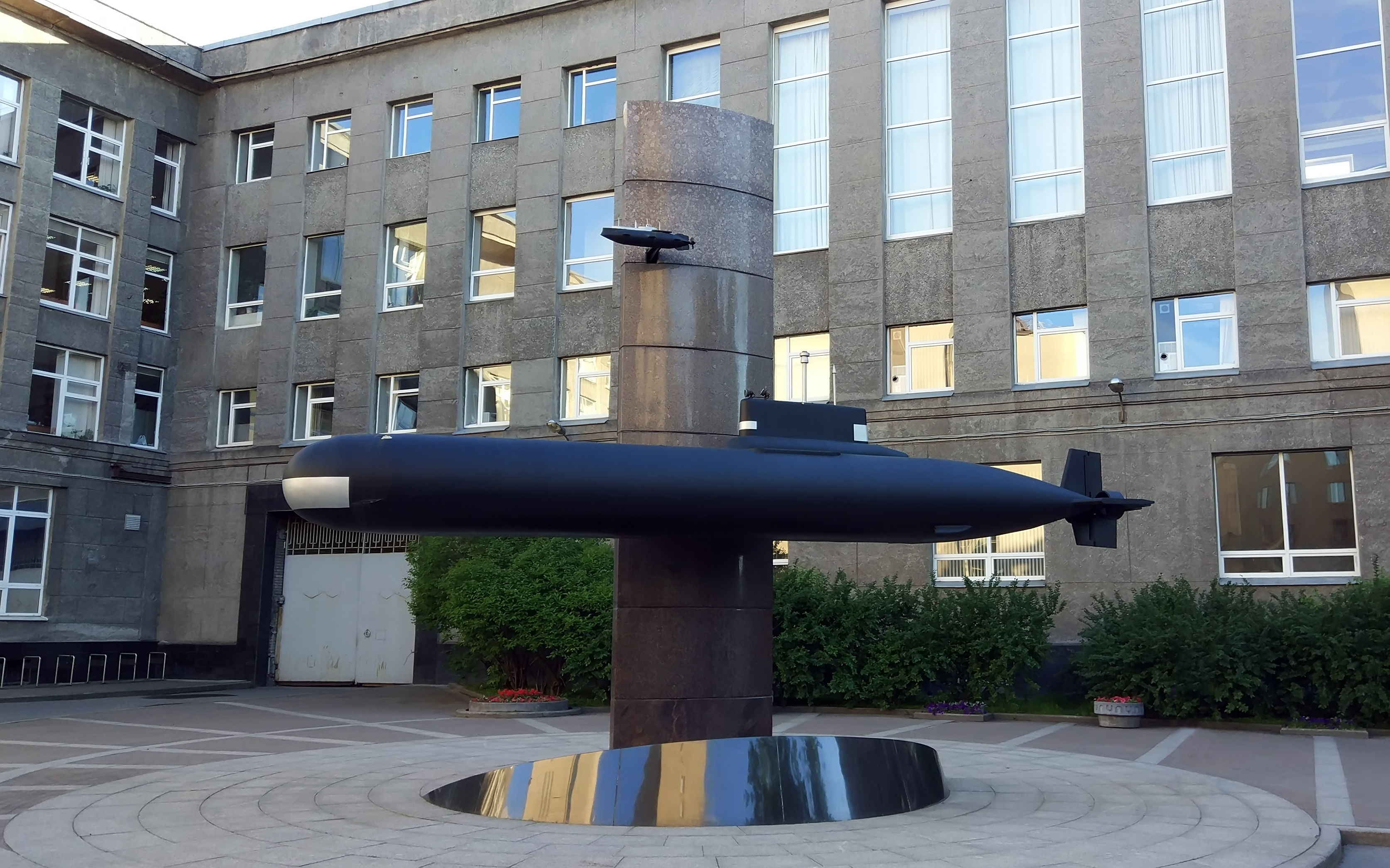
Пам'ятна стела в ЦКБ «Рубін» із макетами двох проєктів підводних човнів цього бюро — «Дельфін» та «Акула»

Центральне конструкторське бюро морської техніки «Рубін» (рос. Центральное конструкторское бюро морской техники «Рубин») — одне з найбільших радянських та російських підприємств у галузі проєктування дизель-електричних, так і атомних підводних човнів. Проєктування та будівництво радянських дизель-електричних підводних човнів розпочалося у 1926 році у складі одного з підрозділів Балтійського суднобудівного заводу.
1 квітня 1938 року ЦКЛ-18 (ЦКБ МТ «Рубін») було сформовано як підприємство, що набуло юридичного статусу окремої самостійної проєктної організації, яка займалася повним циклом проєктування дизель-електричних підводних човнів та брала участь у будівництві своїх проєктів на різних заводах Радянського Союзу. До 1938 року в царській Росії та СРСР не було самостійних проєктних організацій, які розробляли проєкти підводних човнів. До 1 квітня 1938 року проєктуванням ПЧ у Росії займався Балтійський суднобудівний завод.

## Проєкти підводних човнів, розроблені КБ «Рубін»

### Радянські підводні човни періоду Другої світової війни, створені в технічному бюро Балтійського заводу
- Підводні човни типу «Декабрист»
- Підводні човни типу «Ленінець»
- Підводні човни типу «Малютка»
- Підводні човни типу «Правда»
- Підводні човни типу «Щука»
- Підводні човни типу «Сталінець»
- Підводні човни типу «Крейсерська»

### Дизель-електричні підводні човни, створені в ЦКБ-18 (ЦКБ МТ «Рубін»)
- проєкт 611 — великі океанські підводні човни
- проєкт 613 — середні підводні човни
- проєкт 615 — малі підводні човни
- проєкт 633 — середні підводні човни
- проєкт 641 — великі океанські підводні човни
- проєкт 636 «Варшавянка» — багатоцільові дизельні підводні човни
- проєкт 651 — дизельні підводні човни з крилатими ракетами
- проєкт 677 — дизельні багатоцільові човни 4-го покоління, розвиток проєктів 877 і 636
- проєкт 877 — багатоцільові дизельні підводні човни
- спільний з італійцями проєкт S1000.

### Атомні підводні човни, створені в ЦКБ-18 (ЦКБ МТ «Рубін»)
- проєкт 658 — перші радянські ПЧАРБ
- проєкт 659 — перші радянські ПЧАРК
- проєкт 667А «Навага» — РПКСП 2-го покоління, 16 ракет Р-27
- проєкт 667Б «Мурена» — РПКСП 2-го покоління, 12 ракет Р-29
- проєкт 667БД «Мурена-М» — РПКСП 2-го покоління, 16 ракет Р-29Д
- проєкт 667БДР «Кальмар» — РПКСП 2-го покоління, 16 ракет Р-29Р
- проєкт 667БДРМ «Дельфін» — РПКСП 2-го покоління, 16 ракет Р-29РМ, згодом — Р-29РМУ2
- проєкт 675 — ПЧАРК 1-го покоління, розвиток проєкту 659
- проєкт 685, К-278 «Комсомолець» — ПЧАТ 3-го покоління, рекордсмен за глибиною занурення
- проєкт 941 «Акула» — ВРПКСП 3-го покоління, 20 ракет Р-39 (комплекс Д-19)
- проєкт 949 «Граніт» і проєкт 949А «Антей» — ПЧАРК 3-го покоління, 24 ракети П-700 «Граніт»
- проєкт 955 «Борей»
- проєкт 09852 «Бєлгород»